# غراهام براون (لاعب كريكت)
غراهام براون (بالإنجليزية: Graham Brown)‏ (9 مايو 1944 بملبورن في أستراليا - ) هو لاعب كريكت أسترالي. لعب مع فريق فكتوريا للكريكت.

## وصلات خارجية
- غراهام براون (لاعب كريكت) على موقع إي آس بي آن كريك إنفو (الإنجليزية)